# Цочо Бояджиев
Цочо Христов Бояджиев (25 септември 1951, Троян) е български философ, историк, преводач и поет.
Цочо Бояджиев е един от водещите български учени хуманитаристи, основоположник на философската медиевистика в България. Преподава история на античната и средновековната философия в Софийския университет „Св. Климент Охридски“. Член е на Международното общество за изследване на средновековната философия (Лувен) и на Европейската академия на науките и изкуствата (Виена).
Автор е на редица студии и монографии, учебни помагала, съставил е няколко антологии и сборници с философски текстове. Учредител е на Института за изучаване на средновековна философия. Превежда от латински, старогръцки и немски.
На 17 септември 2022 г. на тържествена сесия на Столичния общински съвет е удостоен със званието Почетен гражданин на София.

## Биография

### Образование
Цочо Бояджиев е възпитаник на Немската езикова гимназия в Ловеч (1965-1970). Завършва специалност философия в СУ „Св. Климент Охридски“ (1972-1976). Доктор по философия с дисертация на тема „Съвременното немско платонознание“ (1980). Доктор на философските науки с дисертация на тема „Ренесансът на XII век: природата и човекът“ (1990).

### Специализации
- 1988-1989, 1993 – Тюбинген
- 1998-1999 – Кьолн
- 2000, 2003, 2007, 2009 – Берлин
- 2002 – Будапеща
- 2005 – Рим
- 2012 – Цуг, Швейцария

### Професионално развитие
Професор във Философския факултет на СУ (от 1992). Гост-професор в Нов български университет (от 1999).

### Научни интереси
Основните му научни интереси са във философията, предшествала модерните времена, главно от Средновековието, но също и античната и ренесансова мисловност.

### Членство в професионални сдружения
- Директор на Института за средновековна философия и култура, София
- Член на Международното общество за изследване на средновековната философия, Лувен
- Редовен член на Европейската академия на науките и изкуствата, Виена
- Член-кореспондент на Берлинското научно общество
- Редовен член на Ерфуртската академия на науките
- Общество за философия на средновековието и ренесанса, Берлин
- Европейско висше училище по антична и средновековна философия (EGSAMP)

### Членство в редакционни колегии
- издателска поредица „Bibliotheca Christiana“ (от 1991)
- списание „Философски преглед“ (от 1992)
- издателска поредица „Архив за средновековна философия и култура“ (от 1994)
- издателска поредица „Studien und Texte zur Geistesgeschichte des Mittelalters“ (от 1995, Холандия/Германия)
- списание „Християнство и култура“ (от 2003) (заедно с колегите си от Философския факултет на СУ проф. д.ф.н. Георги Каприев и проф. д.ф.н. Калин Янакиев)

### Поезия и фотография
Стихотворения на Цочо Бояджиев са били публикувани, още когато е студент, и по-късно излизат в сборници. През 2017 г. в издателство Да излиза том с избрани стихотворения „Обратното на слънчогледа“. Бояджиев се изявява също и като фотограф, с участие в изложби. През 2014 г. е отпечатан фотоалбумът (съвместно с Николай Трейман) „Пътят на човека“, а през 2016 г. – „Домът на човека“. През 2017 г. в издателство „Изток-Запад“ публикува самостоятелния му албум „Punctum“ и няколко години по късно втори том „Punctum-II“.

### Научни трудове
- 1985 – Неписаното учение на Платон, София: Унив. изд. „Св. Климент Охридски“.
- 1988 – Студии върху средновековния хуманизъм.
- 1990 – Античната философия като феномен на културата. (второ издание, 1994 – София: Любомъдрие, 144 с. (ISBN 954-8334-03-8);
  - - Die frühgriechische Philosophie als Phänomen der Kultur, Würzburg:  Königshausen und Neumann, 1995, ISBN 978-3-8260-1110-8 / немско издание, Вюрцбург, 1995;.
- 1991 – Ренесансът на XII век: Природата и човекът, София: Унив. изд. „Св. Климент Охридски“.
- 1992 – Августин и Декарт: Размишление върху основанията на модерната култура, София: Унив. изд. „Св. Климент Охридски“, 120 с.
- 1998 – Кръговрат на духа: Философски есета и студии от Платон до Фичино, София: ЛИК, 208 с. (ISBN 954-607-173-0)
- 2000 – Нощта през Средновековието, София: Софи-Р, 640 с.[11], [12]
  - - Die Nacht im Mittelalter, Würzburg:  Königshausen und Neumann, 2003, ISBN 3-8260-2386-2.
- 2007 – Loca remotissima: студии по културна антропология на европейското средновековие, София: Унив. изд. „Св. Климент Охридски“, 448 с. (ISBN 978-954-638-144-6)
- 2014 – Философия на Фотографията, София: Изток-Запад, ISBN 978-619-152-461-7.
- 2016 – От Плитон до Висарион, София: Изток-Запад.
- 2017 – Историко-философски изследвания, т. I. Античност, София: Изток-Запад.
- 2019 – Историко-философски изследвания, т. II. Средновековие, ч. 1, София: Изток-Запад.
- 2020 – Историко-философски изследвания, т. II. Средновековие, ч. 2, София: Изток-Запад.
- 2022 – Кратка история на Античната философия, София: УИ „Св. Климент Охридски”, 215 стр. (ISBN 9789540754857)
- 2023 – Зимата през Средновековието, София: Изток-Запад, ISBN 619-01-1166-1.

### Поезия
- 1999 – Пясъчен хълм: Стихотворения 1970-1974, София: Факел, 1999 (ISBN 954-411-064-X)[13]
- 2000 – Пастир на думи, София: Издателско ателие Аб, 2000 (ISBN 954-737-082-0)[14]
- 2002 – Прозорец на север, София: Издателско ателие Аб, 2002 (ISBN 954-737-247-5)[15]
- 2005 – Сбогуване с предмети и други живи същества, София: Издателско ателие Аб, 2005[16]
- 2016 – Книга на ирониите и опрощенията, София: Да, 2016[17][18]
- 2017 – Обратното на слънчогледа, София: Да, 2017.
- 2019 – Книга на разкаянията и утешенията, Пловдив: Жанет 45, 2019, 52 с.[19]
- 2021 – Апотеоз на меланхолията, София: Изток-Запад, ( ISBN 978-619-01-0908-2 )
- 2023 – Ще произнасям само гласните, София: Да, ISBN 9786197082807

### Преводи
- 1990 – Платон. Парменид – В: Платон. Диалози, т. 4. София: „Наука и изкуство“.
- 1991 – Бонавентура. Пътеводител на ума към Бога. За възвеждането на изкуствата към теологията. София: ИК „Критика и хуманизъм“.
- 1992 – Марсилио Фичино. Коментар върху Платоновия „Пир“, за любовта“. София: изд. ГАЛ-ИКО.
- 1992 – Св. Августин. За природата на доброто и За благодатта и свободата на волята, София: „София Ангелова“.
- 1992 – Хонорий Августодунски. Светилник, или свод на цялото християнско богословие. София: „Критика и хуманизъм“.
- 1994 – Джовани Пико делла Мирандола. За съществуващото и единното. София: „Св. Иван Рилски“.
- 1995 – Майстер Екхарт. Проповеди и трактати, София: Унив. изд. „Св. Климент Охридски“, 1995, 310 с. (ISBN 978-954-07-0841-6)
- 1995 – Лоренцо Вала. За свободното произволение. София: „Св. Иван Рилски“.
- 1998 – Николай Кузански. За не-другото. София: „ЛИК“.
- 1999 – Цезарий от Хайстербах. Диалог за чудесата. София: „ЛИК“.
- 2002 – Марсилио Фичино. Малки трактати. София: „ЛИК“.
- 2003 – Тома от Аквино. Сума на теологията. Част I. Превод от латински Цочо Бояджиев. София: Издателство „Изток-Запад“, 2003, 1804 с. (ISBN 954-321-617-7)[20]
- 2004 – Боеций от Дания. За висшето благо. За вечността на света. София: „Св. Иван Рилски“.
- 2005 – Тома от Аквино. Сума на теологията. Част II/1. Превод от латински Цочо Бояджиев. София: Издателство „Изток-Запад“, 2005, 1768 с. (ISBN 954-321-084-5)
- 2005 – Плотин. Енеади. София: Издателство „Изток-Запад“, 2005, 872 с. (ISBN 954-321-173-6)
- 2008 – Пиетро Помпонаци. Трактат за безсмъртието на душата. София: Унив. изд. „Св. Климент Охридски“.
- 2009 – Братя Грим. Немски сказания, т. 1 и т. 2 (2010). София: Издателство „Алтера“, преиздадени от издателство „Изток-Запад“, 2017.
- 2009 – Тома от Аквино. Сума на теологията. Част II/2. Превод от латински Цочо Бояджиев. София: Издателство „Изток-Запад“, 2009, 2504 с. (ISBN 978-954-321-615-4)
- 2012 – Тома от Аквино. Сума на теологията. Част III. Превод от латински Цочо Бояджиев. София: Издателство „Изток-Запад“, 2012, 1480 с. (ISBN 978-954-321-970-4)
- 2012 – Аристотел. Физика. – В: Съчинения в шест тома. Том II, част I. София: Издателство „Захарий Стоянов“.
- 2018 – Аристотел. За душата. – В: Съчинения в шест тома. Том II, част IV. София: Издателство „Захарий Стоянов“.
- 2018 – Аристотел. Малки естественонаучни съчинения (Parva naturalia). – В: Съчинения в шест тома. Том II, част IV. София: Издателство „Захарий Стоянов“.
- 2020 – Мартин Хайдегер. Битие и време. София: Издателство „Изток-Запад“.
- 2022 – Аристотел. Голямата етика. – В: Съчинения в шест тома. Том IV, част I. София: Издателство „Захарий Стоянов“.
- 2022 – Аристотел. Никомахова етика. – В: Съчинения в шест тома. Том IV, част I. София: Издателство „Захарий Стоянов“.
- 2023 – Философи на Ренесанса. София: Издателство „Захарий Стоянов“.
- 2025 - Роджър Бейкън. Голямото съчинение (Наука и магия). София: Издателство „Захарий Стоянов“. ISBN: 9789540919126  (264 стр.)

### За Цочо Бояджиев
- NOMINA Essentiant Res: В чест на Цочо Бояджиев. Съставител Георги Каприев. София: Изток-Запад, 2011, 750 с. (ISBN 978-954-321-905-6)